# リアル・フィクション
『リアル・フィクション』（原題: 실제 상황、「実際状況」の意）は、2000年に韓国で制作された韓国映画。

## 概要
実験的手法を用いた韓国映画である。脚本を書いたキム・ギドクを総監督として、12人の監督がオムニバス的にシーンを撮り、チュ・ジンモを主演に、2000年4月25日の午後1時から撮影を始め、午後4時20分に終了するという韓国映画史上最短記録（3時間20分）で撮影された映画である。脚本が巧みであり、見終わった後に何が現実で何がフィクションであったのかがしばらく理解できないような不思議な感覚に陥る、まさに「リアル・フィクション」の世界を表現した映画といえる。第26回モスクワ国際映画祭コンペティション、釜山国際映画祭招請。

## ストーリー
＜私＞（チュ・ジンモ）は、マロニエ公園で、近くの電話ボックスを盗聴しながら肖像画を描いている。描いた絵を下手だとののしられても、その絵を破られても、チンピラに売上げを横取りされて殴られても、感情を抑え込んで、文句ひとつ言わずに静かにそこに座っている画家である。ある日、「私」の前に現れた少女（キム・ジナ）に連れられて雑居ビルの一室に入って行くと、そこには舞台があり、激しい感情を吐露する＜もう一人の私＞である俳優（ソン・ミンソク）が立っており、＜私＞を殴りつけ、＜私＞にピストルを持たせて、「撃て」と言い始めた。

## 登場人物
- チュ・ジンモ（私・画家）
- ソン・ミンソク（もう一人の私・俳優）
- キム・ジナ（少女）
- キム・ギヨン（昔の恋人・漫画喫茶女主人）
- ミョン・スンミ（今の恋人・花屋女主人）
- イ・ジェラク（チンピラのボス）

## スタッフ
- 脚本：キム・ギドク
- 総監督：キム・ギドク
- 監督（担当場面）　
  - クォン・ギファン（公園）
  - ホン・ミスク（小劇場）
  - ホ・ソンウク（写真館）
  - マ・デユン（花屋）
  - チョン・ジュノ（精肉店）
  - ソン・ジョンオク（事務室）
  - モ・ギョンファ（花屋）
  - ソン・ウォンイル（事務室）
  - ユン・ヨンフン（漫画喫茶）
  - カン・チョル（食堂）
  - チョ・イノ（画室）
  - アン・サンヒョン（路地、道、公園）